# روبرت جاي سوير
روبرت جاي سوير (بالإنجليزية: Robert J. Sawyer) هو كاتب خيال علمي وكاتب وكاتب سيناريو كندي وأمريكي، ولد في 29 أبريل 1960 في أوتاوا في كندا.

## وصلات خارجية
- الموقع الرسمي
- روبرت جاي سوير على موقع IMDb (الإنجليزية)
- روبرت جاي سوير على موقع قاعدة بيانات الفيلم (الإنجليزية)